# Klosterstraße (Schweich)
Die Klosterstraße ist eine Straße in der rheinland-pfälzischen Stadt Schweich an der Mosel. Sie verläuft am Rande der Schweicher Innenstadt zwischen Brückenstraße und Mathenstraße.
Die Straße war ein ursprünglich von der Kirchgasse abzweigender und durch das Wiesental im Viertelkreisbogen zur Bannmühle führender Weg. Sie ist aus dieser Zeit unter dem Namen Mahrweg bzw. Maarweg belegt, was auf sumpfiges Gelände hindeutet. Bis ins 19. Jahrhundert war die Straße bis auf den Kirchenbering im Nordwesten und die Mühle im Südosten unbebaut. Erst Mitte des 19. Jahrhunderts wurde sie abschnittsweise bebaut.
Der Name bezieht sich auf das zwischen 1867 und 1869 errichtete Krankenhaus (heute Altenheim), das von den Franziskanerinnen Waldbreitbach betreut wurde. Das Krankenhaus wurde 1871/72 um eine Kapelle und einen zusätzlichen Seitenflügel erweitert.
An der Klosterstraße 22 befindet sich die noch erhaltene Mühle. Hier liegt ein barock anmutender, stark veränderter Neubau von 1824 gegenüber der ursprünglichen Bannmühle, die heute nicht mehr genutzt wird. An die Mühle erinnern der Mühlgraben und eine einbogige Sandsteinbrücke über den Schweicher Bach.